# ماتيوس أوقستو
ماتيوس أوقستو هو لاعب كرة قدم برازيلي في مركز الهجوم، ولد في 1996 في باراناغوا في البرازيل. لعب مع نادي سانتوس.